# Fèliks Iussúpov

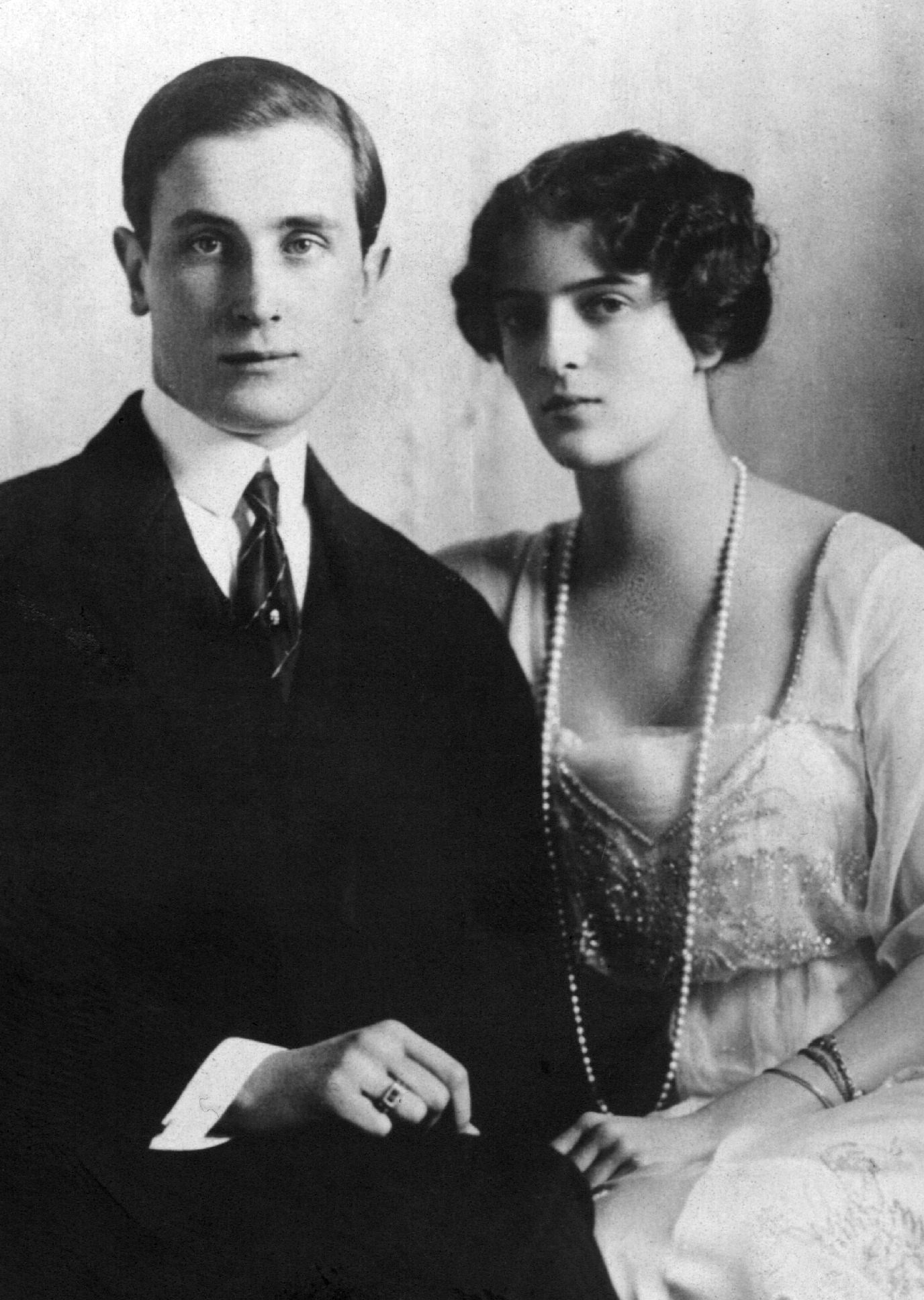
Fèliks Iussúpov amb la seva esposa Irene el 1915

Fèliks Iussúpov, príncep Iussúpov i comte Sumarókov-Elston (Sant Petersburg 1887 - París 1967). Cap de la casa principesca dels Iussúpov posseïdors d'una de les més importants fortunes mundials a principis del segle XX i autor material de l'assassinat del monjo Grigori Rasputin.
Nascut a la ciutat de Sant Petersburg el dia 23 de març de 1887 essent fill del comte Fèliks Sumarókov-Elston i de la princesa Zenaida Iussúpov. Els Iussúpov eren una família de l'alta aristocràcia russa, propera a la Cort imperial i d'origen tartar. Posseïdors d'una immensa fortuna basada en negocis miners, de la pell i en enormes propietats rurals tant a Rússia com a Sibèria. La seva proximitat a la cort feu que el comte Sumarókov-Elston obtingués el càrrec de Governador General de Moscou.
L'any 1909 entrà en contacte amb la societat europea amb la seva incorporació a la Universitat d'Oxford on fundà la Societat russa de la Universitat d'Oxford. L'any 1912 retornà a Sant Petersburg amb una clara influència de la moda europea, portant una vida desenfrenada i amb gustos sexuals variats.
El 22 de febrer de 1914 contragué matrimoni amb la princesa Irene de Rússia, filla del gran duc Miquel de Rússia i de la gran duquessa Xènia de Rússia, Irene era neboda del tsar Nicolau II de Rússia, neta del tsar Alexandre III de Rússia i besneta del rei Cristià IX de Dinamarca. El matrimoni se celebrà al Palau Anítxkov de Sant Petersburg amb la participació de diversos representants de les cases reials europees. El matrimoni tingué una única filla:
- SAS la princesa Irene Iussúpov, nada a Sant Petersburg el 1915 i morta a Cormeilles el 1983. Contragué matrimoni a París amb el comte Nikolai Dmítrievitx Xeremétev.

El principal fet pel qual Fèliks Iussúpov passà a la història fou l'assassinat la nit del 16 al 17 de desembre de 1916 del monjo Grigori Rasputin a la seva residència de Sant Petersburg, el Palau Moika. Arran de l'esclat de la Primera Guerra Mundial entre la societat russa, però especialment entre la noblesa, s'havia estès l'opinió que el monjo Rasputín dominava els fils de la política russa gràcies al domini que generava sobre la tsarina Alexandra Fiodorovna pel control de la malaltia que patia el tsarevitx.
Fèliks Iussúpov i el gran duc Demetri de Rússia, net del tsar Alexandre II de Rússia, fill del gran duc Pau de Rússia i cosí del tsar Nicolau II de Rússia, idearen l'assassinat de Rasputín amb la complicitat d'un reduït cercle de la noblesa palatina de Sant Petersburg. Així, atragueren el monjo fins al Palau Moika, l'enverinaren, li dispararen i el colpejaren amb una barra de ferro sense causar-li la mort i finalment el llençaren al riu Neva, glaçat en aquella època de l'any, lligat i embolicat en una manta. El cos sense vida es trobà dies després a la riba del riu, amb marques que indicaven els seus intents per alliberar-se de les cordes.
La rapidesa amb què la Cort conegué les actuacions de Dimitri i Fèliks els ocasionà l'exili. Així, Dimitri fou enviat a la frontera russopersa i Fèliks fou arrestat a la seva finca de Rakitnoye, a l'oblast de Belgorod. Setze membres de la família imperial, entre els quals s'hi trobava la tsarina viuda Maria Fiodorovna i els tres germans del tsar, el gran duc Miquel de Rússia, la gran duquessa Xènia de Rússia i la gran duquessa Olga de Rússia, sol·licitaren al tsar Nicolau II de Rússia la commutació de la pena a la qual s'hi negà degut a les pressions de la seva muller.
L'assassinat de Rasputín no pogué evitar l'esclat de la Revolució russa que ocorregué escassos tres mesos després de la mort del monjo. Amb l'abdicació del tsar Nicolau II de Rússia, Iussúpov pogué retornar a Sant Petersburg on recuperà nombrosos quadres i joies de la família que pogué transportar a Crimea juntament amb la seva muller i la seva filla.
L'any 1919 embarcaren al vaixell britànic HMS Malborough que el rei Jordi V del Regne Unit posà a la disposició de la família imperial per evitar la seva mort a mans dels bolxevics. A part de Iussúpov i Irene, al vaixell s'hi embarcaren diversos grans ducs, la tsarina viuda i diferents membres de la noblesa russa. Des de Malta, la família passà a Itàlia des d'on viatjaren a París on s'instal·laren.
L'any 1922 fundaren la casa de modes IRFÉ (Irene-Fèliks) que hagueren de tancar l'any 1931 arran de la Gran Depressió causada per la caiguda borsària de 1929. Les dificultats econòmiques, juntament amb les ínfules de grans senyors dels Iussúpov, provocaren enormes problemes de subsistència a la família malgrat que sempre disposaren de més recursos que d'altres emigrats russos.
L'any 1932 s'inicià una forta batalla legal entre els Iussúpov i la MGM sota l'acusasió d'intromissió a la privadesa de la MGM arran de la pel·lícula "Rasputin i l'emperadriu". El judici se saldà a favor dels Iussúpov que obtingueren l'enorme suma de 25.000 lliures esterlines. El cas Iussúpov establí jurisprudència i fou el detonant que feu que moltes pel·lícules posteriors s'emmarquessin sota la fórmula d'obres de ficció.
Fèliks Iussúpov morí a París l'any 1967